# Lize Heerman
Lizé Heerman là một ca sĩ kiêm nhạc sĩ sinh ra tại Nam Phi, người dẫn chương trình Supersport, DJ và là người vào vòng chung kết của mùa giải thứ năm Thần tượng âm nhạc Nam Phi. Cô hiện đang sống ở Úc, và gần đây đã xuất hiện với tư cách là một thí sinh trên The Voice.

## Cuộc đời
Lizé Heerman sinh ra ở Klerksdorp, Nam Phi. Cô lớn lên ở Durban, Nam Phi. Cô bắt đầu học tiểu học tại Johannesburg cho đến khi gia đình cô chuyển đến Durban, nơi cô theo học tại trường Crawford College La Lucia. Ở tuổi 11, cô được xếp hạng đầu tiên trong các bạn cùng nhóm tuổi của mình trong Hành trình đạp xe Cape Argus Pick'n Pay. Heerman theo học tại Đại học KwaZulu-Natal, Durban, Nam Phi và đạt bằng Cử nhân Luật.

## Sự nghiệp
Năm 16 tuổi, Heerman ký hợp đồng thu âm đầu tiên với hãng thu âmDavid Gresham Records, Nam Phi. Tuy nhiên, cô đã không phát hành một album nào. Ở tuổi 21, cô tham gia Thần tượng âm nhạc Nam Phi và lọt vào vòng chung kết. Cô được xếp thứ tám trên tổng thể.
Ngay sau khi cô rời khỏi chương trình Thần tượng âm nhạc, Heerman được các nhà sản xuất truyền hình Mnet chú ý và bắt đầu mời cô là người dẫn chương trình cho SuperSport. Cô trình bày cho chuyên mục Let's Play - một chương trình tập trung vào việc thúc đẩy thể thao tại các cộng đồng bị thiệt thòi và sáng kiến đầu tư xã hội của SuperSport. Trong suốt thời gian của mình với Let's Play, cô đã tham dự các sự kiện như sinh nhật của Nelson Mandela. Năm 2009, Heerman đã đồng sáng tác tạp chí Ruff Stuff của tạp chí Sports Illustrated với Daren Scott tại Sun City.
Vào tháng 6 năm 2009, Heerman và Daniel Baron là những nghệ sĩ biểu diễn màn trình diễn cho trò chơi bóng bầu dục Lions vs British Lions tại sân vận động 62 000 chỗ ngồi của Ellis Park. Lizé biểu diễn bản "Fever" của Peggy Lee.
Trong năm 2011, Heerman phát hành đĩa đơn thứ hai của cô, "Someone New", đã nhận được sự phát sóng rộng khắp cả nước. Sau đó vào năm 2011, Heerman đã tham gia Dàn nhạc giao hưởng Durban Philharmonic cho Lễ hội Giáng sinh tại Vườn Bách thảo Durban.
Vào tháng 6 năm 2013, Hội đồng Du lịch Nam Phi đã mời Heerman biểu diễn bài hát cống hiến chính thức cho sinh nhật lần thứ 95 của Nelson Mandela ở Sydney, Australia.

## Hoạt động từ thiện
Heerman đã được liên kết với các tổ chức từ thiện như Wish for a Dream và CHOC. Cô đồng tổ chức một sự kiện CHOC, tại Gateway, Durban, trong đó có nhiều sáng kiến gây quỹ khác nhau bao gồm một cuộc đấu giá. Vào tháng 9 năm 2011, Heerman thành lập Singing cho Somalia. Mục đích là để hỗ trợ những người chết đói ở Somalia. Một buổi quyên góp được tổ chức vào tháng 9 năm 2011. Những người biểu diễn tại sự kiện này bao gồm Aaron McIlroy, Heerman và Guy Buttery và Nibs van der Spuy. Buổi tối diễn ra thành công và thông qua số tiền từ việc bán vé cùng với hoạt động quyên góp và đấu giá khoảng R60,000 (ZAR) đã được gửi đến Gift of the Givers, tổ chức đã sử dụng số tiền này để nuôi dưỡng những gia đình đang đói ở Somalia.